# Medaille „Für den Dienst in der Marineinfanterie“

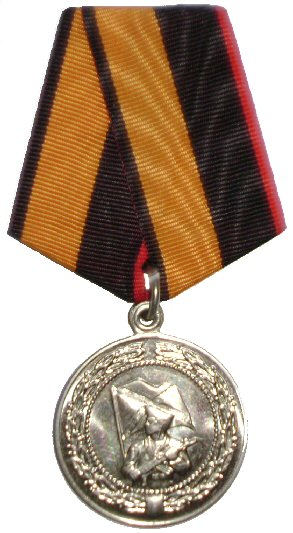
Medaille „Für den Dienst in der Marineinfanterie“

Die Medaille „Für den Dienst in der Marineinfanterie“ (russisch За слу́жбу в морско́й пехо́те) ist eine Medaille des Russischen Verteidigungsministeriums, die durch Ukas No. 455 des Russischen Verteidigungsministers am 3. November 2005 gestiftet wurde.
Durch Ukas No. 1023 des russischen Verteidigungsministers vom 23. September 2009 wurde die Medaille abgeschafft, durch einen Ukas vom 21. Januar 2013 aber wieder eingeführt.

## Verleihungspraxis
Die Medaille wird gemäß Statut an Angehörige der Russischen Streitkräfte verliehen, die mindestens 5 Jahre „gewissenhaft Dienst geleistet haben“. Dieser Dienst muss in der Marineinfanterie abgeleistet worden sein.
Personen, die früher in der Marineinfanterie gedient haben oder aus dem Militärdienst entlassen wurden und die oben genannten Voraussetzungen erfüllen, können in Ausnahmefällen in Anerkennung ihrer Verdienste um die Marineinfanterie ausgezeichnet werden.
In Ausnahmefällen kann die Medaille unabhängig von der Dauer des Militärdienstes in den Einheiten der Marineinfanterie an Militärangehörige für Mut und Tapferkeit bei der Ausübung des Militärdienstes und bei Kampfeinsätzen verliehen werden.
Die Medaille wird auf Vorschlag des Chefs der Küstenstreitkräfte durch den Oberbefehlshaber der Marine verliehen. Die Medaille wird nicht wiederholt verliehen.

## Trageweise
Die Medaille reiht gemäß den russischen Konventionen nach der Medaille „Für den Dienst in der Luftwaffe“.

## Privilegien
Träger der Medaille, die vor dem 20. Juni 2008 ausgezeichnet wurden, sind berechtigt, den Titel „Veteran der Arbeit“ («ветеран труда») zu führen, falls sie die verlangte Dienstzeit nachweisen können. (Gemäß dem russischen Veteranen-Gesetz (Федеральному закону РФ «О ветеранах»)).

## Sonstiges
Aus dem Band bzw. seinen Farben lässt sich schließen, dass es sich um eine Auszeichnung des Verteidigungsministeriums handelt (orange-schwarze Farbe). Die schwarze und rote Farbe weist auf die Zugehörigkeit der Medaille zur Marine hin.